# Eunaticina
Genre
Synonymes
- sous-genre Eunaticina (Eunaticina) P. Fischer, 1885
- Heliconatica Dall, 1924
- Naticina Gray, 1847
- Pervisinum Iredale, 1931
- Propesinum Iredale, 1924
- sous-genre Sigaretus (Eunaticina) P. Fischer, 1885[1]

Eunaticina est un genre de mollusques gastéropodes de la famille des Naticidae. L'espèce-type est Eunaticina papilla.

## Liste d'espèces
Selon World Register of Marine Species (28 octobre 2017) :
- Eunaticina africana Fernandes & Burnay, 1984
- Eunaticina albosutura Verco, 1909
- Eunaticina auriformis (Marwick, 1924) †
- Eunaticina emmeles (Melvill, 1910)
- Eunaticina fornicata (Suter, 1917) †
- Eunaticina heimi Jordan & Hertlein, 1934
- Eunaticina inflata (Tesch, 1920)
- Eunaticina kraussi (E. A. Smith, 1902)
- Eunaticina linneana (Récluz, 1843)
- Eunaticina margaritaeformis Dall, 1924
- Eunaticina mienisi Kilburn, 1988
- Eunaticina oblonga (Reeve, 1864)
- Eunaticina papilla (Gmelin, 1791)
- Eunaticina umbilicata (Quoy & Gaimard, 1832)